# Becco di Filadonna
Le Becco di Filadonna (littéralement « Bec de Filadonna » en français) est un sommet des Préalpes vénètes culminant à 2 150 mètres d'altitude et situé dans le sud-est de la province autonome de Trente, dans le Trentin-Haut-Adige.
Il est considéré comme l'un des sommets les plus difficiles de la zone des Altipiani di Folgaria e Lavarone. La ville de Trente, la Valsugana, le massif de l'Adamello-Presanella et celui de Brenta, ainsi que les lacs alpins de Levico, Caldonazzo et Lavarone sont visibles depuis son sommet.

## Sources
- (it) Cet article est partiellement ou en totalité issu de l’article de Wikipédia en italien intitulé « Becco di Filadonna » (voir la liste des auteurs).